# Бандера Мирослава Володимирівна
Мирослава Володимирівна Бандера, до шлюбу Ґлодзінська (1883–1921, Старий Угринів, Калуський повіт) — дружина священника Андрія Бандери, мати українського політичного діяча Степана Бандери.

## Біографія

Могила Мирослави Бандери в селі Старий Угринів

Народилася в 1883 році в родині греко-католицького священника, отця Володимира Ґлодзінського та його дружини Катерини, до шлюбу Кушлик. Отець Володимир був парафіяльним священником села Завоя, а з 1883 року — сіл Старий Угринів і Бережниця. Завдяки його старанням життя на території парафії покращилося: зусиллями священника в Бережниці був придбаний двір, на території якого побудували школу. У ній викладав один із братів Мирослави — Олександр. Крім нього, в матері Бандери були ще три брати — Антін, Павло та Олексій, а також сестри Катерина, Юлія, Любов та Олена.
У 1917 році чоловік Мирослави, виступивши як один із організаторів перевороту в Калуському повіті, став займатися формуванням із жителів навколишніх сіл військових підрозділів і забезпеченням їх заздалегідь захованою зброєю. Через деякий час він вступив на службу в Українську галицьку армію капеланом. У його відсутність Мирослава з дітьми влаштувалася в Ягільниці поблизу Чорткова, в будинку своєї сестри. Тут у червні 1919 року Бандери опинилися в самому центрі військових дій: у результаті Чортківської офензиви та наступної за нею поразки частин УГА практично всі чоловіки з рідні Степана Бандери за материнською лінією були змушені виїхати за Збруч. Жінки і діти, включаючи Степана, залишилися в Ягільниці, проте вже у вересні, з приходом поляків, повернулися в Старий Угринів. Дорогою додому Мирослава застудилась і потрапила в Старий Угринів вже хворою. Відсутність господаря в будинку, відсутність кваліфікованої медичної допомоги, постійні нестатки і турботи про дітей посприяли розвиткові у неї туберкульозу. У травні 1920 року, коли чоловік повернувся в Старий Угринів, її стан був украй важким. «Заходи, прийняті лікарями, в основному доктором Курівцем з Калуша, були безуспішні», — констатував дівер Мирослави Осип Бандера. Навесні 1921 року, на 39-му році життя від туберкульозу горла вона померла.
У радянський період за могилою матері Бандери, її батька Володимира Глодзінського і померлої в дитинстві дочки Мирослави люди доглядали потайки. Наприкінці 1980-х років завдяки зусиллям сільського церковного комітету на могилі відновлений хрест.

## Спогади
Анастасія Прокопів, колишня служниця в сім'ї Бандери, згадувала, що Мирослава Бандера була доброю і справедливою жінкою. Один із старожилів Старого Угриніва Петро Перегиняк характеризував її як безмірно люблячу матір, яка все життя присвятила вихованню своїх дітей. «Часто ми з товаришами приїжджали в Угринів до Бандери. Завжди нас радісно зустрічала мати Степана, Мирослава, — згадував Ігор Білей, житель Калуша, що надалі емігрував в Канаду. — Вона виходила у двір і запрошувала в будинок. (…) Це була надзвичайно щира і чуйна людина».